# Bröderna Ritz

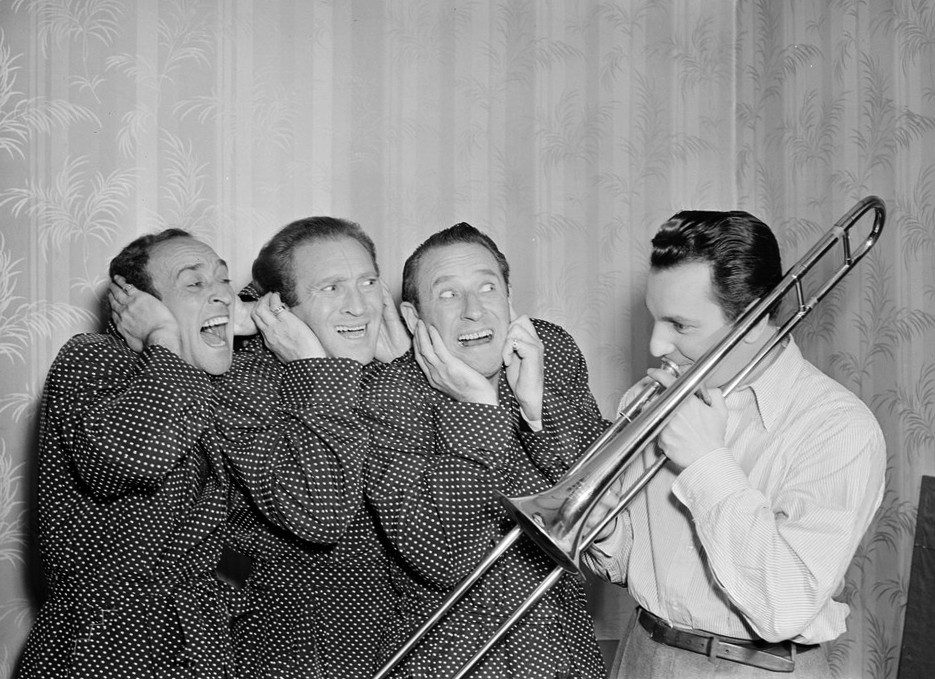
Bröderna Ritz och Buddy Morrow 1947.

Bröderna Ritz ("The Ritz Brothers") var ett populärt amerikanskt komediteam i samma vildsinta anda som Bröderna Marx och Helan och Halvan. Bröderna var tre och bar egentligen efternamnet Joachim: Al (1901-1965), Jimmy (1904-1985) och Harry (1907-1986).
De utvecklade sin komiska skicklighet i nattklubbsvärlden, medan deras filmer under 1930-talet inte anses göra dem rättvisa. Parodin "The Three Musketeers" (1939) anses dock vara en mindre klassiker i musikalfacket. De spelade mot Bela Lugosi i "The Gorilla" (1939). Bröderna influerade en lång rad komiker, bland dem Danny Kaye och Jerry Lewis. Sketchen med den ängsliga spermien i Woody Allens film "Allt du skulle vilja veta om sex, men varit för skraj att fråga om" var ursprungligen en Bröderna Ritz-sketch. Mel Brooks har kallat Harry Ritz "världens roligaste man" och gav honom en cameoroll i "Det våras för stumfilmen" (1976).